# Provincie v Zambii
Zambie administrativně sestává z deseti provincií. Každá provincie je řízena ministrem jmenovaným prezidentem Zambie, každá provincie má své ministerstvo. Administrativním vedoucím provincie je náměstek ministra jmenovaný prezidentem. Dalšími funkcemi jsou zástupce náměstka ministra, vedoucí vládních oddělení a další státní úředníci.
Provincie se dále dělí na distrikty. Názvy distriktů jsou odvozeny od sídel distriktů. Samosprávným orgánem každého distriktu je rada, která je vedena voleným reprezentantem, tzv. radním. Radní je volen na tři roky. Další členové rady jsou vybíráni místní vládní komisí, která může i nemusí být z daného distriktu. Kancelář provinční samosprávy je umístěna v hlavním městě distriktu a disponuje místními úředníky a dozorčími. Každá místní rada je zodpovědná za výběr místních daní. Účetnictví je každý rok kontrolováno podle ročního rozpočtu. Volení členové rady nečerpají stálý plat, ale jsou radou placeni příspěvky. Provincie v Zambii jsou především rurální oblasti, takže zde existují pouze tři městské rady. Centrální vláda přenechává radám 63 různých funkcí, většina z nich se týká řízení místní infrastruktury a správy. Rady jsou pověřeny udržováním komunitních center, zoologických zahrad, parků, hydrologických zařízení, hřišť, hřbitovů, knihoven, muzeí nebo galerií. Místní rady též spolupracují s některými vládními organizacemi v oblasti zemědělství, ochrany přírody, poštovních služeb, zakládání a udržování nemocnic, škol a některých dalších veřejných institucí. Činnost rad je též zaměřena na podporu komunitní participace.
Největší provincie je Západní provincie s 126 386 km², zatímco nejmenší je Lusaka s 21 896 km². Nejvíce obyvatel má Lusaka s 2 191 225 obyvateli, která je zároveň nejhustěji zalidněná se 100 obyv./km².

## Přehled provincií

mapa provincií v Zambii

| Provincie               | Hlavní město | Rozloha (km²) | Obyvatelstvo (2010) | Hustota zalidnění (obyv./km²) | Distrikty | Mapa |
| ----------------------- | ------------ | ------------- | ------------------- | ----------------------------- | --------- | ---- |
| Centrální provincie     | Kabwe        | 94 394        | 1 307 111           | 13,4                          | 11        |      |
| Copperbelt              | Ndola        | 31 328        | 1 972 317           | 62,5                          | 10        |      |
| Jižní provincie         | Choma        | 85 283        | 1 589 926           | 18,8                          | 13        |      |
| Luapula                 | Mansa        | 50 567        | 991 927             | 19,0                          | 11        |      |
| Lusaka                  | Lusaka       | 21 896        | 2 191 225           | 100,4                         | 8         |      |
| Muchinga                | Chinsali     | 87 806        | 711 657             | 8,1                           | 7         |      |
| Severozápadní provincie | Solwezi      | 125 826       | 727 044             | 5,6                           | 9         |      |
| Severní provincie       | Kasama       | 77 650        | 1 105 824           | 14,2                          | 9         |      |
| Východní provincie      | Chipata      | 51 476        | 1 592 661           | 24,7                          | 9         |      |
| Západní provincie       | Mongu        | 126 386       | 902 974             | 7,0                           | 16        |      |
| Zambie                  | Lusaka       | 752 612       | 13 092 666          | 17,3                          | 103       |      |